# 守中高明
守中 高明（もりなか たかあき、1960年3月1日 - ）は、日本の詩人、翻訳家。早稲田大学法学学術院教授。
専門は、フランス現代哲学、仏教思想、比較詩学。浄土宗の僧侶でもある（専念寺・住職）。
妻は「未来」所属の歌人・守中章子（かつては豊崎光一の妻であった）。

## 略歴
東京都新宿区出身。1975年学習院中等科卒業、1978年同高等科卒業、1984年学習院大学文学部フランス文学科卒業、1991年学習院大学大学院人文科学研究科博士後期課程単位取得満期退学。学習院大学、東京理科大学、玉川学園女子短期大学、多摩美術大学などの非常勤講師を経て、 2001年早稲田大学法学部助教授、2006年より教授。

## 所属学会
- 日本フランス語フランス文学会
- 社会思想史学会

## 著書

### 単著
- 『反＝詩的文法』（思潮社） 1995
- 『脱構築』（岩波書店） 1999
- 『存在と灰 - ツェラン、そしてデリダ以後』（人文書院） 2004
- 『法』（岩波書店） 2005
- 『終わりなきパッション - デリダ、ブランショ、ドゥルーズ』（未来社） 2012
- 『ジャック・デリダと精神分析 - 耳・秘密・灰そして主権』（岩波書店） 2016
- 『他力の哲学 - 赦し・ほどこし・往生』（河出書房新社） 2019
- 『浄土の哲学 - 念仏・衆生・大慈悲心』（河出書房新社） 2021

### 共著
- 『ドゥルーズ横断』（宇野邦一編、河出書房新社） 1994
- 『現代詩読本 田村隆一』（思潮社） 2000
- 『事典 哲学の木』（永井均, 中島義道, 小林康夫, 河本英夫, 大澤真幸, 山本ひろ子, 中島隆博編、講談社） 2002
- 『〈歴史認識〉論争』（高橋哲哉編、作品社） 2002
- 『「知」的放蕩論序説』（蓮實重彦、河出書房新社） 2002

聞き手：絓秀実, 渡部直己, 守中高明, 菅谷憲興, 城殿智行
- 『詩歌の饗宴』（岩波書店、岩波講座 文学4） 2003
- 『思考のフロンティア 壊れゆく世界と時代の課題』（市野川容孝, 小森陽一, 米谷匡史, 姜尚中, 臼杵陽, 高橋哲哉, 上野成利, 杉田敦, 竹村和子, 齋藤純一, 金子勝共著、岩波書店） 2009
- 『思考のフロンティア別冊 変成する思考』（市野川容孝, 小森陽一, 米谷匡史共著、岩波書店） 2005
- 『21世紀を生き抜くためのブックガイド』（岩崎稔, 本橋哲也編、田崎英明, 酒井隆史, 金富子, 西山雄二ら共著、河出書房新社） 2009
- 『アーレント読本』（日本アーレント研究会編、小森謙一郎, 川崎修, 宮﨑裕助, 森一郎, 齋藤純一ら共著、法政大学出版局） 2020

編集委員：三浦隆宏、木村史人、渡名喜養哲・百木漠
- 『持続可能な世界への法 - Law and Sustainabilityの推進』（中村民雄編、郭舜, 楜澤能生, 鎌野邦樹, 青木則幸, 大塚直, 進藤眞人, 上村達男, 黒沼悦郎, 橋本有生, 岡田正則, 中塚富士雄共著、早稲田大学比較法研究所・成文堂） 2020

### 詩集
- 『砂の日』（思潮社） 1991
- 『未生譚』（思潮社） 1992：第3回歴程新鋭賞受賞
- 『二人、あるいは国境の歌』（思潮社） 1997
- 『守中高明詩集』（現代詩文庫、思潮社） 1999
- 『シスター・アンティゴネーの暦のない墓』（思潮社） 2001年：第2回山本健吉文学賞詩部門受賞
- 『系族』（思潮社） 2009

## 翻訳
- 『藝術家の肖像、一般』（フィリップ・ラクー＝ラバルト、白井健三郎共訳、朝日出版社） 1988
- 『千のプラトー』（ジル・ドゥルーズ＆フェリックス・ガタリ、宇野邦一, 小沢秋広, 田中敏彦, 豊崎光一, 宮林寛共訳、河出書房新社） 1994、のち改訂文庫化 河出書房新社 2010
- 『ナチ神話』（ジャン＝リュック・ナンシー＆フィリップ・ラクー＝ラバルト、松籟社） 2002
- 『批評と臨床』（ジル・ドゥルーズ、鈴木雅大, 谷昌親共訳、河出書房新社） 2002、のち改訂文庫化（谷昌親共訳、河出書房新社） 2010
- 『ミシェル・フーコー思考集成 Ⅹ』（蓮實重彦, 渡辺守章監修、小林康夫, 石田英敬, 松浦寿輝編集、分担訳、筑摩書房） 2002
- 『他処からやって来た声 - デ・フォレ、シャール、ツェラン、フーコー』（モーリス・ブランショ、以文社） 2013

### ジャック・デリダ
- 『シボレート - パウル・ツェランのために』（ジャック・デリダ、飯吉光夫, 小林康夫共訳、岩波書店） 1990
- 『たった一つの、私のものではない言葉 - 他者の単一言語使用』（ジャック・デリダ、岩波書店） 2001
  - 『他者の単一言語使用　あるいは起源の補綴』(文庫化改題、岩波文庫) 2024
- 『コーラ プラトンの場』（ジャック・デリダ、未來社） 2004
- 『精神分析の抵抗』（ジャック・デリダ、鵜飼哲, 石田英敬共訳、青土社） 2007
- 『赦すこと - 赦し得ぬものと時効にかかり得ぬもの』（ジャック・デリダ、未來社） 2015